# Liste des pays les moins visités du monde
 (septembre 2015).
Si vous disposez d'ouvrages ou d'articles de référence ou si vous connaissez des sites web de qualité traitant du thème abordé ici, merci de compléter l'article en donnant les références utiles à sa vérifiabilité et en les liant à la section « Notes et références ».
Ceci est la liste des dix pays les moins visités au monde, classés par ordre croissant de nombre de visiteurs.
| Rang | Pays               | Entrées touristiques internationales | En /mille rapporté à la population | Date mise à jour |
| ---- | ------------------ | ------------------------------------ | ---------------------------------- | ---------------- |
| 1    | Nauru              | 156[Information douteuse]            | 15 ‰                               | 2011             |
| 2    | Somalie            | 400                                  | 0,03 ‰                             | 2015             |
| 3    | Tuvalu             | 1 200                                | 121 ‰                              | 2011             |
| 4    | Soudan du Sud      | 5 500[réf. souhaitée]                | 0,48 ‰                             | 2015             |
| 5    | Guinée équatoriale | 5 700[réf. souhaitée]                | 7,5 ‰                              | 2015             |
| 6    | Kiribati           | 5 900                                | 68,4 ‰                             | 2013             |
| 7    | Îles Marshall      | 6 100                                | 64,8 ‰                             | 2019             |
| 8    | Libye              | 6 250[réf. souhaitée]                | 1,0 ‰                              | 2015             |
| 9    | Turkménistan       | 8 697                                | 1,7 ‰                              | 2011             |
| 10   | Guinée-Bissau      | 52 400                               | 4,4 ‰                              | 2019             |